# إريك لارسن (مجدف)
إريك لارسن (بالدنماركية: Erik Larsen)‏ هو مجدف دنماركي، ولد في 20 فبراير 1928 في Herfølge ‏ في الدنمارك، وتوفي في 10 أبريل 1952 في Ringsted Municipality ‏ في الدنمارك.

## وصلات خارجية
- إريك لارسن على موقع الاتحاد الدولي للتجديف (الإنجليزية)
- إريك لارسن على موقع اللجنة الأولمبية الدولية (الإنجليزية)
- إريك لارسن على موقع أوليمبيديا (الإنجليزية)